# توکی یوریسادا
توکی یوریسادا (به ژاپنی: 土岐頼貞); ۱ آوریل ۱۳۳۹ – ۱ ژانویهٔ ۱۲۷۱) یک سامورایی و شوگودایمیو در دوره کاماکورا و دوره نانبوکوچو بود. در شوگون‌سالاری آشیکاگا وی اولین فرماندار ولایت مینو بود. 